# Nabilon
Nabilon je sintetički kanabinoid sa terapeutskom upotrebom kao antiemetik i kao pomoćni analgetik za neuropatski bol. On oponaša glavnu hemijsku komponentu kanabisa (THC), aktivni ingredijent prirodne Cannabis sativa L.
U Kanadi, SAD, UK i Meksiku, nabilon je u prodaji kao Cesamet. FDA je odobrila ovaj lek 1985. za tretman hemoterapijom uzrokovane mučnine i povraćanja na koje konvencionalni antiemetici nemaju dejstva. Mada je odobren 1985, lek je dospeo na američko tržište tek 2006. Ovaj lek je takođe odobren za lečenje anoreksije i gubitka telesne težine kod AIDS pacijenata.
Nabilon je racemska smeša koja se sastoji od (S,S) i (R,R) izomera ("trans").

## Spoljašnje veze
|  | Molimo Vas, obratite pažnju na važno upozorenje u vezi sa temama iz oblasti medicine (zdravlja). |